# Aeroportul Bamenda
Aeroportul Bamenda (IATA: BPC, ICAO: FKKV) este un aeroport din Camerun ce deservește zona Bamenda. Aeroportul a fost tranzitat în 2018 de 11.746 de pasageri. A fost numit după zona deservită.
Situat la o altitudine de 1.239 m, aeroportul dispune de o singură pistă. Este operat de Aéroports du Cameroun⁠(d).